# Бернардо Паскини
Бернардо Паскини (на италиански: Bernardo Pasquini) е италиански композитор на опери, оратории, кантати и клавирна музика. Известен виртуозен клавирист, той е един от най-важните италиански композитори за клавесин между Джироламо Фрескобалди и Доменико Скарлати, като прави и значителен принос в операта и ораторията.

## Биография
Паскини е роден в Маса във Валдиниеволе (днес Маса и Коциле в провинция Пистоя, Тоскана). Той е ученик на Мариото Бочантини в Уцано (Пистоя). Когато е на 13 години, той се премества във Ферара с чичо си Джовани Паскини, където на 16-годишна възраст става органист на Accademia della Morte и служи от 1653-55 г., престижна длъжност, която по-късно ще послужи като стартова площадка за неговите наследници.
Той бързо е привлечен в Рим и през 1657 г. е назначен за органист на Санта Мария във Валичела (Chiesa nuova). През февруари 1664 г. той е назначен за органист на базиликите Санта Мария Маджоре и Санта Мария ин Арачели. Накрая, след десет години в Рим, през ноември 1667 г. той влиза в дълъг период на служба на семейство Боргезе, ползвайки се от покровителството на принц Джовани Батиста Боргезе, а от май 1693 г. и на неговия син и наследник, принц Маркантонио Боргезе.
Като композитор и клавирист Паскини сътрудничи на музикални изпълнения за множество известни покровители в Рим, като кардиналите Флавио Киджи, Бенедето Памфили и Пиетро Отобони.
Кристина, кралицата на Швеция, изиграва важна роля в кариерата му и именно в нейна чест оперите му L'Alcasta (либрето от Джовани Филипо Аполони) и Il Lisimaco (либрето от Джакомо Синибалди) са изпълнени съответно през 1673 и 1681 г. Първата му опера за кралица Кристина се фокусира върху темата за справедливото женско отмъщение и включва невероятно богато украсено посвещение, което сравнява кралицата с Александър Велики.
От 1671 до 1692 г. Паскини пише „не по-малко от 16 опери, 15 оратории и около 70 кантати“. Той композира множество опери, всички поставени за първи път в Рим между 1672 и 1692 г., и впоследствие изпълнявани повторно в цялост или като откъси в различни италиански театри (Флоренция, Пиза, Неапол, Ферара, Перуджа, Генуа, Римини и др.).
Паскини е известен учител по клавесин. Сред неговите ученици са Томазо Бернардо Гафи и неговият племенник Феличе Бернардо Рикордати. Много важни музиканти от края на 1600-те и началото на 1700-те са получавали уроци от него, включително Георг Муфат, който хвали Паскини за това, че го е научил на „италианския начин на свирене на орган и клавесин“. Паскини преподава на много други забележителни музиканти от епохата, включително Йохан Филип Кригер, Джузепе Фабрини, Флориано Арести, Йохан Георг Кристиан Щьорл и Франц Якоб Хорнек, а вероятно също Фердинанд Тобиас Рихтер и Карло Доменико Драги.
Паскини умира в Рим на 21 ноември 1710 г. и е погребан в енорийската си църква Сан Лоренцо в Лучина. Гробният паметник, който все още съществува в църквата, е издигнат от неговия племенник Рикордати и ученика му Гафи.
Неговата клавишна музика е почти изцяло запазена в четири ръкописни тома, съставени в периода от около 1691 до 1708 г. от композитора и негови сътрудници. Понастоящем томовете се съхраняват в Берлинската държавна библиотека (Landsberg 215) и Британската библиотека, Лондон (Доп. 31501/I–II–III).

## Произведения
Опери
- La Sincerità con la Sincerità ovvero il Tirinto (1672)
- L'amor per vendetta ovvero l'Alcasta (1673)
- La donna ancora è fedele (1676)
- Учител по Тресполо (1677)
- La forza d'amore (преди 1679)
- Dov'è amore è pietà ( Ipermestra ) (1679)
- L'Idalma, ovvero chi la dura la vince (1680)
- Il Sidonio ovvero il raro esempio di costanza e fede (1680)
- Il Lisimaco (1681)
- Тесалоника (1683)
- Ариана (1685)
- Il silentio d'Arpocrate (1686)
- Santa Dimna figlia del re d'Irlanda (1687; само действие 2; действие 1 Алесандро Мелани ; действие 3 Алесандро Скарлати )
- I giochi troiani (1688)
- La caduta del regno delle Amazzoni (1690)
- Алесио (1690)
- Il Colombo overo l'India scoperta (1690)
- Евдосия (1692)

Оратории
- Caino e Abele (1671)
- Agar (1675)
- Assuero (1675)
- Sant'Alessio (1675)
- Santa Agnese (1678)
- Divae Clarae triumphus (1682)
- L'idolatria di Salomone (1686)
- I fatti di Mosè nel deserto (1687)
- Il martirio dei santi Vito, Modesto e Crescenzia (1687)
- La sete di Cristo (1689)
- La caduta di Salomone (1693)
- Davide trionfante contro Goliath (1694)
- S. Maria di Soria (1694)
- S. Filippo Neri (кантата)

## Допълнителна информация
- Morelli, Arnaldo. Pasquini, Bernardo //  Die Musik in Geschichte und Gegenwart – Personenteil. 2nd. Т. 13.   Kassel, 2007. с. 168–171.